# Razac-de-Saussignac
 Razac-de-Saussignac  (en occitano Rasac de Saucinhac) es una población y comuna francesa, situada en la región de Aquitania, departamento de Dordoña, en el distrito de Bergerac y cantón de Sigoulès.

## Demografía
| 327 | 310 | 282 | 274 | 308 | 332 |
| Para los censos de 1962 a 1999 la población legal corresponde a la población sin duplicidades (Fuente: INSEE [Consultar]) |     |     |     |     |     |